# Абаканов, Елдос Нурболович
Елдос Нурболович Абаканов (каз. Елдос Нұрболұлы Абақанов; род. 7 августа 1988, Жезказган, Карагандинская область, Казахская ССР, СССР) — казахстанский государственный и политический деятель, депутат Мажилиса Парламента Республики Казахстан VІI созыва, член партии «Аманат», член комитета по вопросам экологии и природопользованию Мажилиса Парламента Республики Казахстан.

## Биография
Родился 7 августа 1988 года в городе Жезказган. С декабря 2007 года по июнь 2008 года являлся специалистом отдела по работе с государственными органами и общественными организациями при Центре молодежной политики Евразийского национального университета имени Л.Н. Гумилева. 
С июля 2009 года по февраль 2011 года Елдос Абаканов был помощником сметчика в строительной компании. Затем ведущий инженер производственно-технического управления РГП «Казгидромет», в феврале 2012 года покинул должность и стал главным менеджером АО «Казахстанский центр модернизации и развития ЖКХ». В апреле 2015 года он был назначен менеджером проектов ОЮЛ «Коалиция за зеленую экономику и развитие G-Global», занимал должность до 2016 года. В декабре 2017 года стал заместителем Председателя правления ОЮЛ «Ассоциация экологических организаций Казахстана». В январе 2021 года Абаканов покинул должность. С 5 апреля 2021 года член Совета молодежных трудовых отрядов «Жасыл ел». В январе 2021 стал депутатом Мажилиса Парламента Республики Казахстан VІI созыва, избран по партийному списку партии «Нур Отан», Член Комитета по вопросам экологии и природопользованию Мажилиса Парламента Республики Казахстан.

## Образование
Абаканов обучался в Евразийском национальном университете имени Л. Н. Гумилёва. Он стажировался и повышал квалификацию в США, странах Европы, СНГ по вопросам энергосбережения, зелёной экономики и охраны окружающей среды.

## Семья
Женат, имеет трёх детей.